# 5737 Itoh
5737 Itoh este un asteroid din centura principală de asteroizi.

## Descriere
5737 Itoh este un asteroid din centura principală de asteroizi. A fost descoperit pe 30 septembrie 1989 la Minami-Oda de Toshiro Nomura și Koyo Kawanishi. El prezintă o orbită caracterizată de o semiaxă mare de 2,53 ua, o excentricitate de 0,21 și o înclinație de 5,8° în raport cu ecliptica.